# 이비온 E6
이비온 E6는 이비온이 생산하고 있는 자동차이다.